# Relaciones Chile-Jamaica

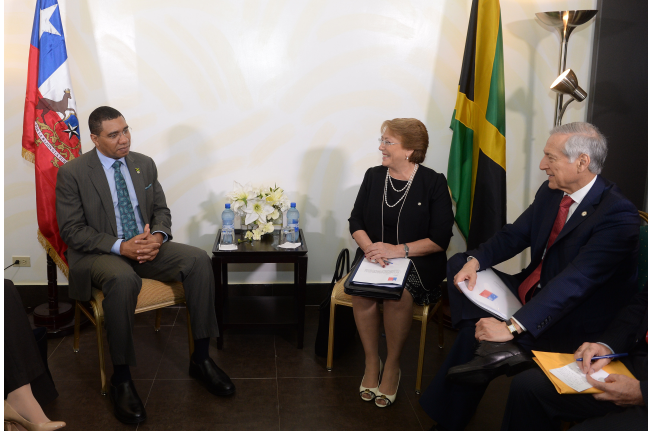
Reunión bilateral entre el primer ministro de Jamaica, Andrew Holness, y la Presidenta de Chile, Michelle Bachelet, en julio de 2016.

Las relaciones Chile-Jamaica son las relaciones internacionales entre la República de Chile y Jamaica.

## Historia
Los vínculos oficiales entre ambos países se iniciaron con el establecimiento de relaciones diplomáticas el 10 de diciembre de 1963, abriéndose una embajada chilena en Kingston el 3 de octubre de 1990.
En 1994, Chile y Jamaica suscribieron un convenio básico de cooperación técnica y científica, mientras que al año siguiente se promulgó con convenio de cooperación turística. Posteriormente, en 2005, ambos países suscribieron un memorándum de entendimiento en materias agrícolas, mientras que en 2007 firmaron instrumentos similares respecto a la operación de servicios aéreos y sobre proyectos de cooperación en países miembros de la Comunidad del Caribe (CARICOM).

### Visitas oficiales
La primera visita oficial de un canciller chileno a Jamaica la realizó el ministro Enrique Silva Cimma en 1992, mientras que el canciller Harris de Jamaica viajó a Chile en junio del 2003 para participar en la Primera Comisión Mixta Chile-CARICOM.
En julio de 2004, el presidente Ricardo Lagos Escobar realizó una visita de trabajo a Jamaica, entrevistándose con el primer ministro Percival James Patterson, quien posteriormente visitó Chile en agosto de 2005.
La Presidenta Michelle Bachelet realizó una visita oficial a Kingston el 9 de junio del 2006, oportunidad en que se suscribieron numerosos convenios de cooperación, incluyendo uno para la lucha contra el consumo indebido y tráfico ilícito de estupefacientes y psicotrópicos y un acuerdo de supresión de visas para pasaportes diplomátiocos y oficiales.
En agosto de 2017, el primer ministro jamaicano Andrew Holness realizó una visita de Estado a Chile, donde suscribió junto a la presidenta Bachelet un acuerdo de cooperación en materia deportiva, y un memorándum de entendimiento entre las agencias de comercio exterior de ambos países para intercambiar experiencias y fomentar el comercio bilateral y regional.

## Relaciones comerciales
En 2023, el intercambio comercial entre ambos países ascendió a los 23,1 millones de dólares estadounidenses, lo que supuso un 5,2% de crecimiento promedio anual en los últimos cinco años. Los principales productos exportados por Chile fueron jurel, salmones y preparaciones para alimentación infantil, mientras que Jamaica exportó mayoritariamente papeles y cartones corrugados.

## Misiones diplomáticas
- Chile estableció su embajada en Kingston en octubre de 1990,[1] la que también se encarga de la representación diplomática con Antigua y Barbuda, Bahamas, Dominica, San Cristóbal y Nieves y Santa Lucía.[6]

- La embajada de Jamaica en Brasilia concurre con representación diplomática a Chile.[7] Asimismo, existe un consulado honorario de Jamaica en Santiago de Chile.[8]